# BTR-3
El BTR-3 es un Transporte blindado de personal de 8 ruedas, presentado por la firma KMDB y desarrollado en asociación con los mandos militares de los EAU para dotar a sus tropas de un transporte de tropas blindado de diseño moderno y de coste más asequible que el de un BTR-80.

## Historia
El BTR-3, que al principio se creía en occidente que se trataba de una mejora hecha en Ucrania sobre los chasis en desuso del BTR-80, es en realidad un nuevo vehículo de tropas blindado diseñado por Adcom Manufacturing inicialmente para los Emiratos Árabes Unidos en el periodo 2000/2001 y fabricado finalmente por  Kharkhiyv Morozov Desing Bureau (KMDB) en Ucrania.
Sus entregas a Tailandia; que contrató más de 120 unidades en el año 2007, han resultado controversiales, ya que; en el juego de poder político, los sucesivos cambios en la cúpula militar tailandesa han revertido la posibilidad de su adquisición en el año 2008, a pesar de que su relación precio/servicio es mejor que las de sus competidores directos (el LAV-25 canadiense y el Stryker estadounidense), han dejado ver sus serias debilidades, que han sido oportunamente corregidas a los países que los han adquirido, con la adición de un blindaje mejorado y/o reforzado en sus áreas más vulnerables, a pesar de las fuertes críticas negativas que circulaban entre los círculos de expertos. Ya en el año 2009 se dejaba entrever por parte del comandante general de las fuerzas militares de Tailandia de la época su preferencia por blindados de procedencia estadounidense y/o canadiense. Pero, en el transcurso del año 2012; se ha confirmado de forma definitiva la entrega de hasta 140 unidades del citado para el Real Ejército de Tailandia.
Recientemente, la Kharkyiv Morozov Design Bureau (KMDB) ha desarrollado una versión portamortero del blindado, en su afán de dotar a las tropas ucranianas de blindados de procedencia local para no depender de las importaciones de material de defensa externo. La citada variante ha sido emplazada en dos unidades (equipadas cada una con un mortero de calibres 81 y 120 mm respectivamente) destinadas originalmente a Tailandia, que; tras los incidentes posteriores al Euromaidán; han sido reasignadas a la Guardia Nacional de Ucrania, para asistir a sus tropas en los asaltos a las regiones tomadas por los rebeldes prorrusos.

## Diseño
Aunque en sus líneas externas es semejante al BTR-80, con el que se cree comparte mecanismos de suspensión y diseño; es en realidad un nuevo blindado, que incorpora sistemas de navegación e intercomunicación estándares de los vehículos de la OTAN.
La estructura y la torreta del BTR-3E1 han sido diseñadas en su totalidad para que su construcción sea hecha a base de láminas de acero de grado militar soldadas para su protección, lo cual le provee de máxima protección balística a las tropas a bordo frente al impacto de esquirlas y de armas automáticas de infantería. La carrocería del vehículo está protegida además con capas de Kevlar para mayor protección.
La disposición de los mecanismos y compartimentos del BTR-3E1 alojan el motor en la parte posterior, el compartimiento frontal para el conductor, y el de la tropa en el medio de su carrocería. Las tropas pueden acceder y evacuar el vehículo a través de las puertas provistas a cada lado del blindado. La parte baja de las puertas está diseñada para que su apertura facilite el movimiento de los soldados en su despliegue.
EL vehículo tiene una tripulación de 2, más seis combatientes como carga de combate. Está equipado con el conjunto Webasto C6 HVAC para mejorar la habitabilidad del vehículo para sus ocupantes. Éste vehículo está además equipado con los conjuntos de miras TNPO-115 y TVNE-4B, de origen ruso; que sirven como los periscopios para la visibilidad diurna/nocturna del entorno de combate respectivamente.
La longitud total del BTR-3E1 es de 7,65 m, su ancho y altura son de 2,9 m y 2,8 m, respectivamente. Su peso en combate es de  16.400kg .

### Armamento
El BTR-3U está equipado con el módulo KBA-105 "Shkval" que puede acomodar un cañón  Calibre 30 mm y una ametralladora de 7,62mm, lanzagranadas de 30mm y un lanzacohetes antitblindados. 
- El cañón de 30 mm, de doble alimentación; cuenta con 350 proyectiles listos para su uso en combate.
- Un total de 2.500 balas que lleva el blindado en sus compartimientos para la ametralladora de 7.62 mm.
- El lanzagranadas de 30mm, que se monta en el lado izquierdo de la torreta, tiene 29 proyectiles listos para usarse, junto con otros 87 que son transportados para reserva (tres reservas, cada una con 29 proyectiles).
- Seis Lanzagranadas de humo accionados eléctricamente se montan tres a cada lado de la parte trasera de la torreta.
- Los sistemas de miras y de dirección de tiro incluyen un periscopio de observación con un sistema de control de disparo para los misiles antimaterial.

## Variantes
- BTR-3U "Okhotnik" - Inicialmente nombrado como BTR-94K.

- Guardian - versión para la infantería de marina de los Emiratos Árabes Unidos con torreta "Buran-N1".

- BTR-3E - Probablemente equipado con el motor UTD-20 ultracompacto.

- BTR-3E1 - Variante equipada con la torreta BM-3 "Shturm" y nueva motorización.
- BTR-3E ARV - Vehículo de recuperación.

- BTR-4 - Variante con rejillas de protección para entornos urbanos, encargado por Irak.[7]

## Usuarios

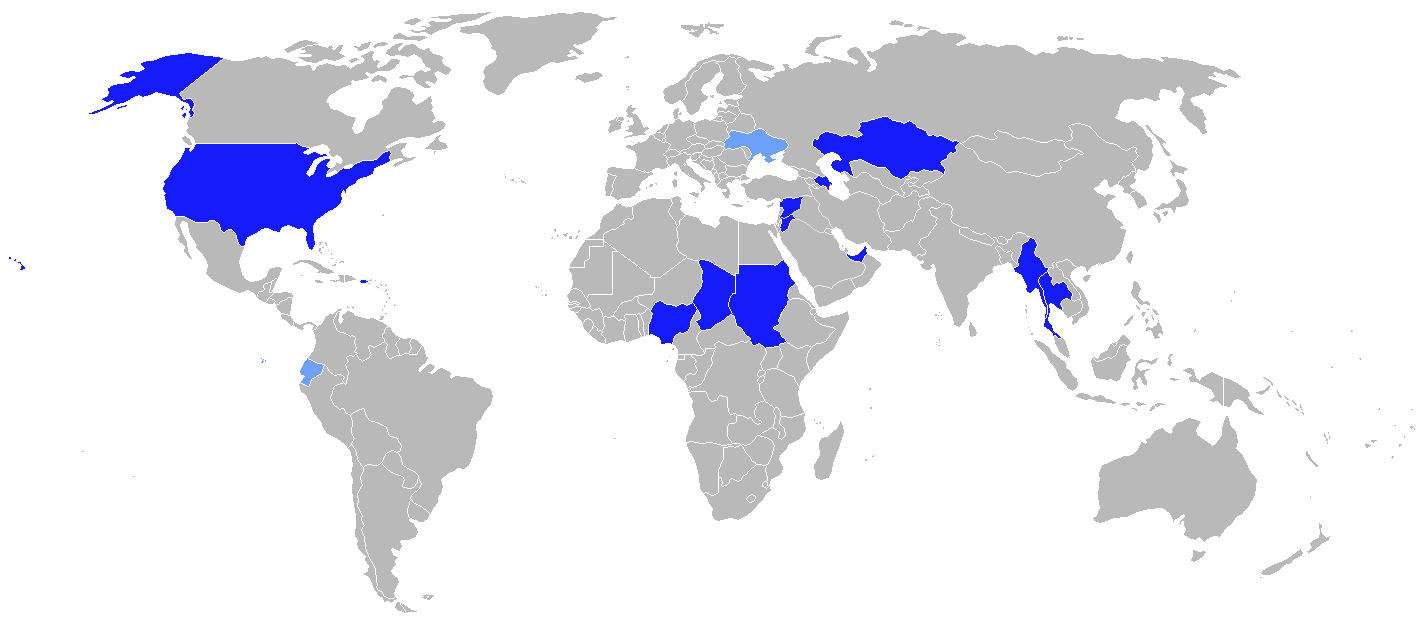
Usuarios a marzo de 2012.

Las exportaciones más importantes fueron las realizadas al Ejército de Birmania, que adquirió 1000 BTR-3U que se ensamblaron en Birmania, y las destinadas al Nuevo Ejército de Irak, que recibió 50 unidades del modelo BTR-3E1 donadas a la Policía por el gobierno de Jordania; y tras las que luego encargó directamente 450 más del modelo BTR-4. El BTR-3U no es una actualización del BTR-80, es en realidad un nuevo vehículo, que resulta similar al diseño soviético del BTR-80 al compartir gran parte de sus componentes.
- Ucrania

Esperando reemplazar a los viejos modelos soviéticos BTR-60, BTR-70 y BTR-80, con 14 unidades destinadas originalmente a Tailandia en servicio con las tropas estatales de Ucrania.
- Azerbaiyán

6 BTR-3.
- Chad

8 BTR-3U[cita requerida]
- Ecuador

3 BTR-3U pedidos[cita requerida]
- Emiratos Árabes Unidos

90 Guardians[cita requerida]
- Kazajistán

10 BTR-3E
- Birmania

210 BTR-3U (1000 pedidos)
- Nigeria

30 BTR-3UN, 6 BTR-3UK, 4 BTR-3UR y 7 BTR-3E[cita requerida]
- Sudán

20 Unidades, variante BTR-3E
- Tailandia

96 BTR-3E1 comprados, 120 adicionales pedidos a Ucrania

### Vehículos similares
- Pandur II
- ASLAV
- Boxer MRAV
- LAV-25
 LAV III
 AVGP
- MOWAG Piranha
- Patria AMV
- VBCI
- / Nurol Ejder
- VBM Freccia
 Centauro B1
- TAB-71
 TAB-77
 TABC-79
 RN-94
- BTR-90
- Rooikat
- FNSS PARS
- BTR-4
- BTR-60
 BTR-70
 BTR-80
- Stryker
 M1128 Mobile Gun System